# Macchi MC.200
Macchi MC.200 Saetta – włoski samolot myśliwski II wojny światowej, zbudowany w wytwórni Aeronautica Macchi.

## Historia
Po zakończeniu walk we wschodniej Afryce (wojna włosko-etiopska), rząd włoski rozpoczął program unowocześniania lotnictwa. W konkursie na nowoczesny myśliwiec, który miał wykazywać się szeregiem określonych cech (silnik gwiazdowy, jeden karabin maszynowy kalibru 12,7 milimetra, według późniejszych specyfikacji – dwa karabiny maszynowe) wzięło udział kilka kompanii lotniczych, wśród nich także Aeronautica Macchi.

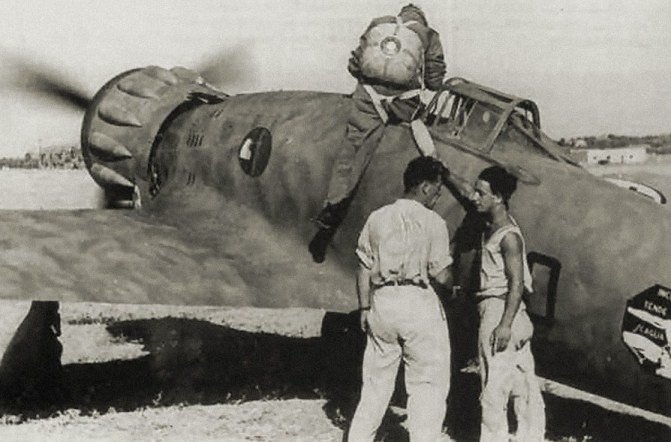
MC.200 z pełną osłoną kabiny, sierpień 1940

Pod kierownictwem Maria Castoldiego powstał projekt całkowicie metalowego dolnopłata z wciąganym podwoziem i zamkniętą kabiną pilota. Przewidziano zastosowanie silnika gwiazdowego Fiat A.74 o mocy 840 KM (626 kW). Pierwszy prototyp MC.200 oblatano 24 grudnia 1937 roku. Na początku 1938 roku został przygotowany drugi prototyp. Podczas lotów próbnych jeden z prototypów osiągnął w locie nurkowym prędkość 800 km/h, aczkolwiek w locie poziomym moc silnika pozwalała osiągnąć maksymalnie 500 km/h. Były to jednak osiągi lepsze od konkurencyjnych projektów (Fiat G.50, Reggiane Re.2000 czy Caproni Vizzola F/5), wobec czego jesienią 1938 r. zamówiono pierwszą partię 99 samolotów. MC.200 wszedł do służby w październiku 1939 roku i w tym właśnie czasie nadano mu nazwę Saetta (Błyskawica). Do 1 listopada 1939 wyprodukowano 29 maszyn.
Doświadczenia z eksploatacji pierwszych egzemplarzy spowodowały konieczność wprowadzenia zmian konstrukcyjnych. Ze względu na uwagi pilotów, przyzwyczajonych do otwartej kabiny, w kolejnych wersjach samolotu zrezygnowano z zamkniętego kokpitu. Samolot miał też tendencję do wpadania w trudny do opanowania korkociąg, wynikający ze skłonności do przeciągnięć przy dużych przeciążeniach. Doprowadziło to do dwóch katastrof, które spowodowały wstrzymanie lotów na Saettach oraz powołanie specjalnej komisji. W wyniku pracy komisji dokonano zmiany profilu płata, co usunęło tendencję do wpadania w korkociąg.

Samolot był lubiany przez pilotów za łatwość pilotażu, dobrą widoczność z kabiny (zwłaszcza na ziemi podczas kołowania), dobrą prędkość nurkowania i wznoszenia oraz odporną na uszkodzenia konstrukcję.
W latach 1937–1942 powstały 1153 egzemplarze samolotu MC.200 w 25 seriach produkcyjnych, jednak niemal wszystkie zakończyły służbę przed upadkiem Benito Mussoliniego.

## Użycie bojowe
Pierwsze MC. 200 trafiły do jednostek latem 1939 roku. Otrzymał je najpierw 10 dywizjon (gruppo) 4 Pułku (stormo), ale z powodu niechęci pilotów przyzwyczajonych do dwupłatowców, oddano je do 6 dywizjonu 1 Pułku. Gdy Włochy przyłączyły się w czerwcu 1940 roku do wojny, wyprodukowane było 156 samolotów, lecz tylko 77 było w jednostkach bojowych. Nie wzięły udziału w kampanii francuskiej. Pierwsza misja bojowa MC.200 polegała na eskortowaniu samolotów bombowych Savoia-Marchetti SM.79 bombardujących lotniska na Malcie we wrześniu 1940 roku. Z baz położonych w Katanii, Palermo i Sardynii Saetty eskortowały SM.79 oraz Ju 87 podczas ataków na flotę brytyjską. Samolot był wykorzystywany także podczas działań przeciwko Grecji i Jugosławii, a od kwietnia 1941 roku w trakcie wojny w Afryce Północnej. W połowie 1942 roku MC.200 brały udział w ofensywie wojsk Osi. Z racji swej odporności na uszkodzenia były używane w roli myśliwca bombardującego - opracowano nową wersję maszyny oznaczoną MC.200 CB wyposażoną w podskrzydłowe zaczepy bombowe. 14 września 1942 roku Saetty z 13 Gr., wspólnie z Ju 87, zatopiły w pobliżu Tobruku niszczyciel HMS „Zulu”. Liczne awarie oraz brak części zamiennych spowodowały ograniczenie użycia bojowego MC.200. Od stycznia 1943 roku do końca działań wojennych w Afryce Saetty wchodziły wyłącznie w skład jednostek szturmowych.

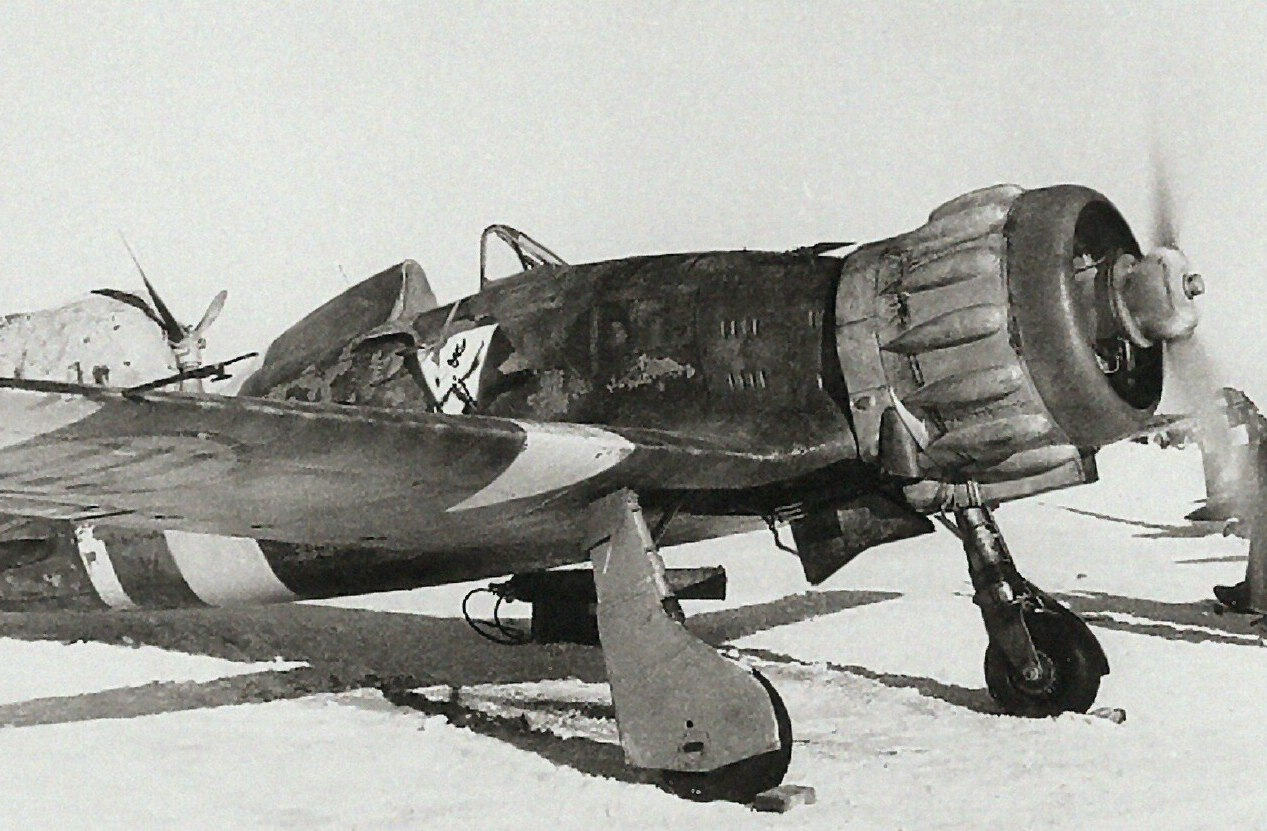
MC.200, na froncie wschodnim, rejon Krzywego Rogu, 1941

Saetty były również używane podczas działań włoskiego korpusu ekspedycyjnego na froncie wschodnim w latach 1941–1943. Początkowo trafiło tam 51 samolotów 22 samodzielnego dywizjonu. Pierwsze walki z udziałem MC.200 miały miejsce 27 sierpnia 1941 roku w rejonie Krzywego Rogu. W następnych miesiącach Saetty brały udział w lotach eskortowych oraz zwalczaniu celów naziemnych na obszarze Ukrainy. Zima spowodowała wstrzymanie lotów na MC.200, od maja 1942 loty rozpoczęto w rejonie półwyspu Kercz. W czerwcu 1942 roku samoloty włoskie operowały w rejonie wideł Donu i Dońca. Następne miesiące przynosiły ograniczenie działań bojowych MC.200. Ostatnim lotem bojowym był nalot w dn. 17 stycznia 1943 roku na zgrupowanie Armii Czerwonej w rejonie Millerowa.
W okresie inwazji aliantów na Sycylię włoskie siły powietrzne dysponowały 42 sprawnymi samolotami MC.200. Do 8 września 1943 roku, czyli dnia podpisania zawieszenia broni, maszyny te nie odegrały poważniejszej roli w walkach powietrznych. 23 Saetty eskortowały włoską marynarkę płynącą z La Spezia na Maltę i zostały przejęte przez aliantów. Te samoloty stały się zalążkiem współczesnych włoskich sił powietrznych. Maszyny pozostałe w północnych Włoszech zostały przejęte przez Amerykanów i przekazane do szkoły lotniczej w Leverano, gdzie do 1947 roku służyły do treningu średnio zaawansowanych pilotów.

## Prace rozwojowe
Ze względu na nie najlepsze osiągi powstały ulepszone wersje samolotu. W prototypowym MC.201 zastosowano ulepszony silnik A.76 o mocy 1000 KM (750 kW), z którego jednak wkrótce zrezygnowano na korzyść niemieckiego silnika Daimler-Benz DB 601. Samolot z nowym silnikiem oznaczono MC.202. Miał on zastąpić Saettę, jednak kłopoty z nowymi silnikami sprawiały, że MC.200 był wciąż produkowany. Na potrzeby działań bojowych w Afryce opracowano wersję wyposażoną w przeciwpyłowy filtr powietrza, którą oznaczono symbolem MC.200 AS. Od 1942 r. w MC.200 zaczęto stosować płat z MC.202 ze wzmocnioną konstrukcją i dodatkowym karabinem maszynowym Breda-SAFAT kal. 7,7 mm z zapasem 500 pocisków.
W 1942 roku stworzono również wersję myśliwską-bombową oznaczoną symbolem MC.200 CB wyposażoną w dwa zaczepy podskrzydłowe, które pozwalały przenosić bomby o wagomiarze 50, 100, 150 kg lub osiem bomb po 15 kg podwieszonych w "gronach" na 4 pomocniczych zaczepach umocowanych do właściwych uchwytów.